# International Music Score Library Project
L'International Music Score Library Project (IMSLP) o Projecte Internacional per una Biblioteca de Partitures Musicals és un projecte en tecnologia wiki amb la finalitat de crear una biblioteca virtual de partitures musicals de domini públic. També pretén incloure les obres de compositors actuals que desitgen compartir les seves creacions musicals de manera lliure i gratuïta, és a dir, a partir de llicències de Creative Commons o cedint els seus drets d'autor.
És un projecte similar a Mutopia, amb la diferència que la política de Mutopia consisteix a reescriure les partitures, la qual cosa produeix un creixement lent de la biblioteca, mentre que IMSLP accepta partitures escanejades.
El projecte va ser iniciat per un estudiant de músic, Edward W. Guo, aleshores al New England Conservatory of Music. Va començar a funcionar el 16 de febrer de 2006 i ja compta amb versions en anglès, alemany, català, coreà, danès, francès, espanyol, grec, neerlandès, italià, portuguès, rus, suec, turc i xinès. Un dels principals objectius de l'IMSLP en aquests moments és la incorporació de les obres completes de J. S. Bach en l'edició Bach-Gesellschaft Ausgabe (1851-1899).

## Tancament i reobertura
Des del 19 d'octubre de 2007 la pàgina resta tancada degut a l'amenaça d'emprendre accions legals per part de Universal Edition. L'estudiant Edward Guo, administrador i creador del projecte, en no poder assumir les despeses que el procés demanaria, decideix el tancament del wiki. Els forums, per la seva part, continuen actius. El 2 de novembre de 2007, Michael Geist, un prominent professor canadenc de copyright, va escriure un article a la BBC on parlava de les especificitats i les conseqüències més àmplies d'aquest cas. Considerava que aquest cas era enormement important des de la perspectiva del domini públic.
L'IMSLP-Biblioteca Musical Petrucci ha tornat a estar operatiu en línia des del 30 de juny de 2008.